# حزب الأمة اليابانية
حزب الأمة اليابانية (国民党 kokumin-tō) هو حزب قومي صغير في اليابان تأسس في عام 1988. اعتبارًا من 2018، لا يتم تمثيله في أي من غرف الدايت في اليابان.

## العقيدة السياسية
حزب الأمة اليابانية يشارك في اليمين السياسي. إنه يعزز القومية ويريد أن تصبح اليابان «قوة وطنية حقيقية». تتمثل أهداف الحزب المعلنة في «إثراء حرية الناس»، وإظهار «احترام حقوق الإنسان»، وتعزيز «التوازن الاجتماعي».

## الأنشطة السياسية
شارك الحزب في انتخابات مجلس الشيوخ الياباني منذ عام 1992 وفي انتخابات مجلس النواب منذ عام 1993. في عام 1991، ترشح ساكاي شيراي (志良以 榮 شيراي ساكاي) لمنصب حاكم طوكيو. يشغل شيراي حاليًا منصب رئيس الحزب.

## روابط خارجية
- Japan Nation Party website على موقع واي باك مشين (نسخة محفوظة 30 April 2008)